# 小行星9634
小行星9634（英語：9634）是一颗围绕太阳公转的小行星。1993年12月4日，Farra d'Isonzo在法拉迪松佐发现了此天体。
这颗小行星的绝对星等为129.01655等。